# Tengiz Dżaparidze
Tengiz Dżaparidze (gruz. თენგიზ ჯაფარიძე, ros. Тенгиз Джапаридзе, ur. 27 stycznia 1925 w Tyflisie, zm. 1998 w Tbilisi) – radziecki wojskowy, porucznik, Bohater Związku Radzieckiego (1944).

## Życiorys
Był Gruzinem. Skończył 10 klas, pracował jako tokarz w zakładach mechanicznych, od maja 1943 służył w Armii Czerwonej. Od stycznia 1944 uczestniczył w wojnie z Niemcami, był ładowniczym działa czołgu T-34, dowódcą czołgu i dowódcą plutonu czołgów, w 1944 skończył kursy młodszych poruczników. Był ciężko ranny w walce. Brał udział w operacji proskurowsko-czerniowieckiej, operacji lwowsko-sandomierskiej, wyzwalaniu Proskurowa (Chmielnickiego), Tarnopola, Złoczowa, Gródka Jagiellońskiego, Jaworowa, Janowa (obecnie Iwano-Frankowe) i forsowaniu Sanu i Wisły i walkach na przyczółku sandomierskim (1944), później w operacji wiślańsko-odrzańskiej, w tym w wyzwalaniu Szydłowa, Maluszyna, Radomska i Gliwic, uchwyceniu dwóch przyczółków na Odrze w rejonie Opola i Wrocławia oraz w walkach o Bolesławiec i Lubań (1945). Jako ładowniczy działa czołgu 52 Brygady Pancernej 6 Gwardyjskiego Korpusu Pancernego 3 Gwardyjskiej Armii Pancernej 1 Frontu Ukraińskiego w stopniu młodszego sierżanta wyróżnił się podczas walk o rozszerzenie przyczółka sandomierskiego na lewym brzegu Wisły w sierpniu 1944. 12 sierpnia 1944 jego czołg jako pierwszy wdarł się do wsi Mokre na zachód od Staszowa, zdobywając czołg, niszcząc transporter opancerzony i samochód oraz biorąc kilkunastu jeńców. Przy odpieraniu kontrataku wroga zniszczył jeszcze trzy czołgi przeciwnika. Następnego dnia zniszczył kolejne dwa niemieckie czołgi. W kwietniu 1945 został zwolniony do rezerwy w stopniu porucznika. W 1951 ukończył Gruziński Instytut Politechniczny, pracował w truście mechaniczno-montażowym. W 1953 został członkiem KPZR. Miał tytuł zasłużonego inżyniera Gruzińskiej SRR.

## Odznaczenia
- Złota Gwiazda Bohatera Związku Radzieckiego (23 września 1944)
- Order Lenina (23 września 1944)
- Order Wojny Ojczyźnianej I klasy (11 marca 1985)
- Order Czerwonej Gwiazdy (6 sierpnia 1944)
- Medal za Odwagę (3 lipca 1944)
- Medal „Za zwycięstwo nad Niemcami w Wielkiej Wojnie Ojczyźnianej 1941–1945”